# Thomas Bastiaan Pleyte
Thomas Bastiaan Pleyte (Leiden, 23 oktober 1864 - 's-Gravenhage, 25 maart 1926) was een Nederlands advocaat en politicus.

## Leven en werk
Thomas Pleyte was de zoon van egyptoloog Willem Pleyte. In 1886 behaalde Pleyte zijn diploma aan het Stedelijk Gymnasium Leiden, na eerder de HBS-opleiding afgebroken te hebben. Daarna studeerde hij rechten aan de Rijksuniversiteit Leiden. Deze studie sloot hij in 1891 af met het proefschrift Verkoop van geneesmiddelen.
Pleyte was minister van Koloniën in het kabinet-Cort van der Linden. Als advocaat in Nederlands-Indië was hij de compagnon van Van Deventer, wiens politieke ideeën hij deelde. Hij werkte als liberale minister goed samen met de antirevolutionaire gouverneur-generaal Idenburg. Hij stelde in 1916 de Volksraad in, die als eerste stap naar medezeggenschap van inheemse bevolkingsgroepen kan worden gezien. Na zijn aftreden werd Pleyte gezant in Brazilië en Spanje. Hij was een kenner van Nederlands-Indië, die Maleis en Javaans las en sprak.
- Biografisch Portaal: 07815038
- Gemeinsame Normdatei: 12790901X
- International Standard Name Identifier: 0000 0000 2072 2757
- Library of Congress Control Number: n2014049695
- Nederlandse Thesaurus van Auteursnamen: 072882182
- Parlement.com: vg09lljev8xi
- Virtual International Authority File: 25639745
- WorldCat: E39PBJjMxyM8bRxBm8P79Kbw4q